# Cantone di Ambert
Il Cantone di Ambert è una divisione amministrativa dell'arrondissement di Ambert.
A seguito della riforma approvata con decreto del 21 febbraio 2014, che ha avuto attuazione dopo le elezioni dipartimentali del 2015, è passato da 9 a 30 comuni.

## Composizione
I 9 comuni facenti parte prima della riforma del 2014 erano:
- Ambert
- Champétières
- La Forie
- Job
- Marsac-en-Livradois
- Saint-Ferréol-des-Côtes
- Saint-Martin-des-Olmes
- Thiolières
- Valcivières

Dal 2015 i comuni appartenenti al cantone sono i seguenti 30:
- Ambert
- Arlanc
- Baffie
- Beurières
- Champétières
- La Chaulme
- Chaumont-le-Bourg
- Doranges
- Dore-l'Église
- Églisolles
- La Forie
- Grandrif
- Job
- Mayres
- Marsac-en-Livradois
- Medeyrolles
- Novacelles
- Saillant
- Saint-Anthème
- Saint-Alyre-d'Arlanc
- Saint-Clément-de-Valorgue
- Saint-Ferréol-des-Côtes
- Saint-Just
- Saint-Martin-des-Olmes
- Saint-Romain
- Sauvessanges
- Saint-Sauveur-la-Sagne
- Thiolières
- Valcivières
- Viverols